# Мартотубани
Мартотубани (груз. მარტოთუბანი) — село в Грузии, на территории Зестафонского муниципалитета края (мхаре) Имеретия.

## География
Село находится в западной части Грузии, на берегах реки Квирилы, на расстоянии приблизительно 2 километров (по прямой) к северо-востоку от города Зестафони, административного центра муниципалитета. Абсолютная высота — 408 метров над уровнем моря.

## Население
По результатам официальной переписи населения 2014 года, в Мартотубани проживало 633 человека (319 мужчин и 314 женщин). В национальной структуре населения грузины составляли 100 %.
| Год  | Население, человек |
| ---- | ------------------ |
| 2002 | 888                |
| 2014 | ↘ 633              |